# QuickPath Interconnect
Intel QuickPath Interconnect або просто QuickPath, скорочено QPI (раніше Common System Interface, CSI) — послідовна кеш-когерентна шина типу точка-точка для з'єднання процесорів між собою і з чипсетом, розроблена фірмою Intel. QPI створювалась у відповідь на розроблену раніше консорціумом на чолі з фірмою AMD шину HyperTransport.
Шина QuickPath була створена для заміни застосовуваної раніше шини Front Side Bus, яка здійснювала зв'язок між центральним процесором і північним мостом материнської плати. Перші процесори з інтерфейсом QuickPath були випущені на ринок в 2008 році. Станом на початок 2010 року зовнішній інтерфейс QuickPath використовується тільки в серіях процесорів Xeon і Core i7 з ядром Nehalem для роз'єму LGA 1366, а також буде використовуватися в наступному поколінні Itanium (ядро Tukwila). При цьому чипсети для роз'єму LGA 1366 використовують шину DMI для зв'язку між північним і південним мостом. Процесори для роз'єму LGA 1156 не мають зовнішнього інтерфейсу QuickPath, оскільки чипсети для даного роз'єму підтримують тільки однопроцесорну конфігурацію, а функціональність північного мосту вбудована в сам процесор (і отже, для зв'язку процесора з аналогом південного мосту використовується шина DMI). Проте всередині процесора LGA 1156 зв'язок між ядрами і вбудованим контролером PCIe здійснюється через вбудовану шину QuickPath.
Кожне з'єднання шини QuickPath складається з пари односторонніх каналів, кожен з яких фізично реалізований як 20 диференціальних пар проводів. Дані передаються у вигляді пакетів (дейтаграм). Пропускна здатність одного каналу становить від 4,8 до 6,4 мільярда передач в секунду. Одна передача містить 16 біт корисного навантаження, отже теоретична сумарна пропускна здатність одного з'єднання (у двох напрямках) — від 19,2 до 25,6 гігабайта на секунду (тобто від 9,6 до 12,8 гігабайта / с в кожну сторону); при цьому один процесор може мати кілька з'єднань.

## Схожі інтерфейси
Ідея подібних інтерфейсів не нова, і, наприклад, видання Tom's Hardware так описує походження цієї шини:
|  | Рішення, вибране Intel під назвою QuickPath Interconnect (QPI), не є чимось новим; воно являє собою вбудований контролер пам'яті і дуже швидку послідовну шину «точка-точка». Подібна технологія була представлена п'ять років тому[коли?] в процесорах AMD, але насправді вона ще старша. Подібні принципи, які помітні в продуктах AMD і тепер Intel, являють собою результат роботи, виконаної десять років тому інженерами DEC під час розробки Alpha 21364 (EV7). Оскільки багато колишніх інженерів DEC перейшли в компанію з Санта-Клари, не дивно, що подібні принципи виплили в останній архітектурі Intel. |